# Саламандра (золота монета)
«Салама́ндра» — золота пам'ятна монета номіналом 2 гривні, випущена Національним банком України, присвячена представникові ряду хвостатих земноводних, єдиному виду роду саламандр у фауні України — саламандрі плямистій, ареал якої охоплює гірські та передгірні райони Карпат.
Монету було введено в обіг 8 грудня 2003 року. Вона належить до серії «Найменша золота монета».

## Опис монети та характеристики
| Номінал грн. | Метал  | Маса, грам | Діаметр, мм. | Якість виготовлення | Гурт    | Тираж, штук |
| ------------ | ------ | ---------- | ------------ | ------------------- | ------- | ----------- |
| 2            | золото | 1,24       | 13,92        | підвищена           | гладкий | 10 000      |

### Аверс
На аверсі монети в намистовому колі розміщено малий Державний Герб України, над яким — рік карбування монети — 2003; між намистовим колом і кантом монети — кругові написи: «УКРАЇНА» (угорі), «2 ГРИВНІ» (унизу), а також позначення металу, його проби — Au 999,9 (ліворуч), маса — 1,24 та логотип Монетного двору Національного банку України (праворуч).

### Реверс

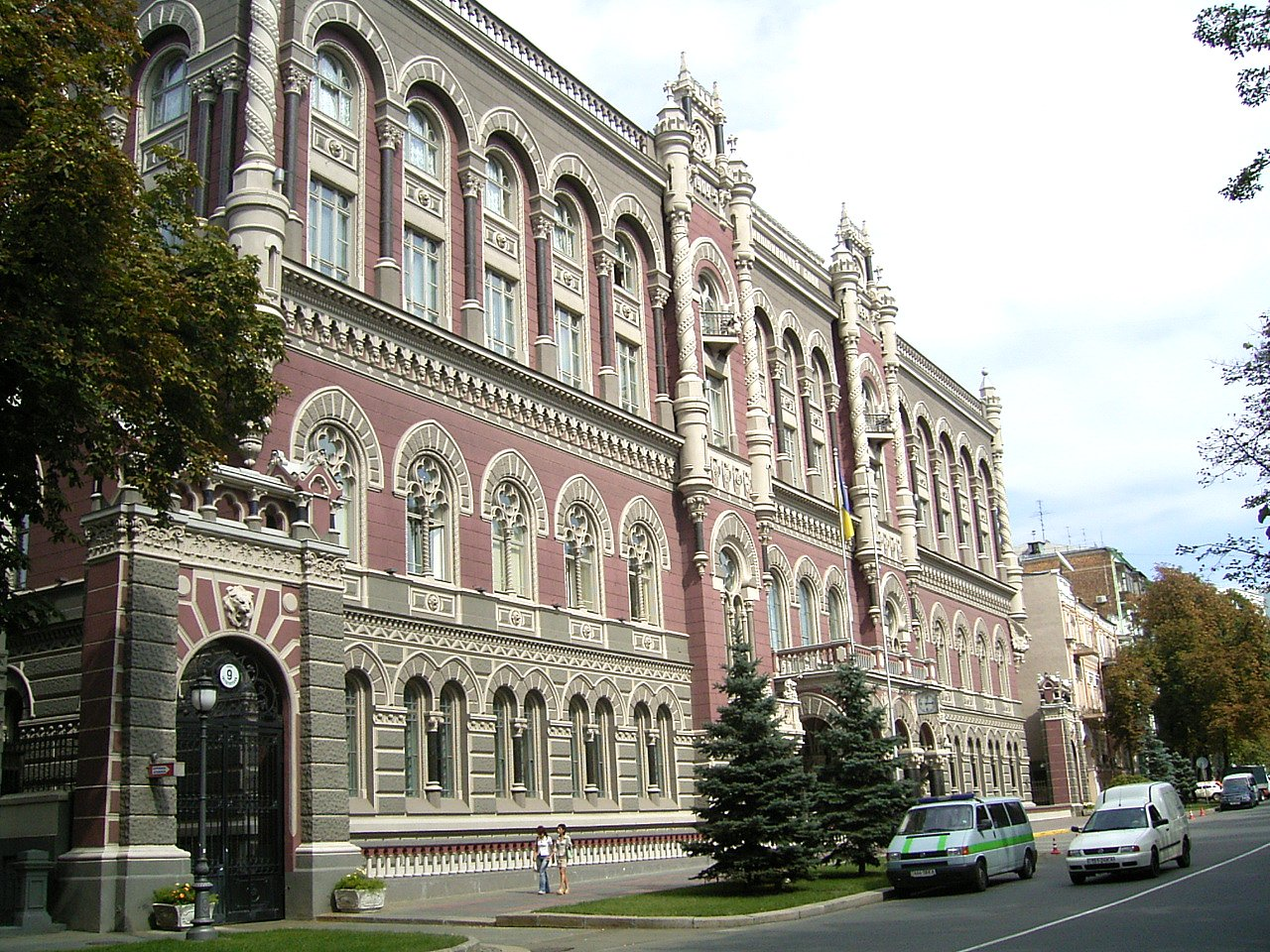
Будівля Національного банку України

На реверсі монети зображено саламандру, навколо — кругові написи: «САЛАМАНДРА» та «SALAMANDRA».

## Автори
- Художник — Дем'яненко Володимир.
- Скульптор — Дем'яненко Володимир.

## Вартість монети
Ціна монети — 150 гривень була вказана на сайті Національного банку України в 2003 році.
Фактична приблизна вартість монети, з роками змінювалася так:
| Рік        | 2010  | 2011  | 2012  | 2013  | 2014  | 2015  | 2016  | 2017  | 2018  | 2019  | 2020  | 2021  | 2022  | 2023  | 2024  | 2025   |
| ---------- | ----- | ----- | ----- | ----- | ----- | ----- | ----- | ----- | ----- | ----- | ----- | ----- | ----- | ----- | ----- | ------ |
| Ціна, грн. | 1 100 | 1 200 | 1 200 | 1 400 | 1 150 | 1 670 | 2 000 | 2 100 | 2 550 | 2 800 | 2 500 | 3 550 | 4 500 | 7 200 | 8 000 | 10 600 |